# Paul-Siméon Ahouanan Djro
Paul-Siméon Ahouanan Djro, né le 19 décembre 1952 à Bingerville (Côte d'Ivoire, Afrique-Occidentale française) et mort le 12 février 2024 à Abidjan (Côte d'Ivoire), est un prélat catholique ivoirien. Il est évêque de Yamoussoukro de 1995 à 2006, puis archevêque métropolitain de Bouaké de 2006 à 2024.

## Biographie

### Formation et vie sacerdotale
Paul-Siméon Ahouanan, né en 1952, entre après ses études dans l'ordre des Franciscains. Il est ordonné prêtre au sein de cet ordre le 19 juillet 1981.

### Épiscopat
Nommé évêque de Yamoussoukro le 6 décembre 1995 par le pape Jean-Paul II, il est consacré évêque le 16 mars 1996, par le cardinal Bernard Yago à la basilique Notre-Dame-de-la-Paix,. Les co-consécrateurs ont été Vital Komenan Yao, archevêque de Bouaké, et Luigi Ventura, nonce apostolique auprès de la république de Côte d’Ivoire.
Paul Siméon Ahouanan Djro est nommé par la suite le pape Benoît XVI coadjuteur de l'archevêché de Bouaké le 12 janvier 2006. À la mort de Vital Komenan Yao, le 22 septembre de la même année, il lui succède comme archevêque de Bouaké.
En 2020, en raison de sa santé, il fait une requête au Saint-Père pour obtenir un évêque auxiliaire pour son diocèse. Sa demande est ensuite approuvée. Le 5 mai 2020,  Jacques Ahiwa Assanvo est nommé évêque auxiliaire de Bouaké par le Saint-Père, le pape François,.
Après 28 ans d'épiscopat, il meurt le 12 février 2024 à Abidjan.

## Président de la Conariv
Paul Siméon Ahouanan Djro, alors archevêque de Bouaké, une région affectée par des crises sociales et militaires, est souvent sollicité en tant que médiateur. Le 25 mars 2015, lors de la mise en place de la Commission nationale pour la réconciliation et l’indemnisation des victimes des crises en Côte d’Ivoire (Conariv) par le président Alassane Ouattara, visant à indemniser les victimes des violences post-électorales de 2010-2011, l'archevêque est choisi pour en être le président,. Il est chargé de « terminer le travail de la Commission pour le dialogue, la vérité et la réconciliation (Cdvr) dissoute ». Au sein de la Commission Cdvr, il a été vice-président aux côtés de l’ancien Premier ministre Charles Konan Banny, qui a présidé cette institution de septembre 2011 à décembre 2014.
Cependant, la Conférence des évêques catholiques de Côte d'Ivoire (Cecci), dont il fait partie, désapprouve cette décision. Lors de leur 101e Assemblée plénière à Taabo, dans le diocèse d'Agboville, ils ont déclaré : « Les archevêques et évêques de Côte d’Ivoire tiennent à informer les membres du clergé, les religieux, les religieuses et les fidèles laïcs qu’ils n’ont été associés ni de près ni de loin par leur confrère à cet engagement. C’est pourquoi dans l’esprit du Canon 285 du Code de Droit Canonique de 1983, ils tiennent à préciser qu’ils ne sont pas comptables des actes qu’il posera dans l’exercice de sa nouvelle charge à la tête de la Conariv ». Deux ans plus tard, en 2017, il démissionne de la Conariv.

## Hommages
- Officier de l'ordre national de Côte d'Ivoire. Paul Siméon Ahouanan Djro est décoré a titre posthume, le 22 mars 2024, comme officier dans l'ordre national de Côte d'Ivoire[13]. La distinction de commandeur dans l'ordre du Mérite ivoirien lui avait été attribuée le 3 avril 2012[14].